# Świętokrzyski-Nationalpark

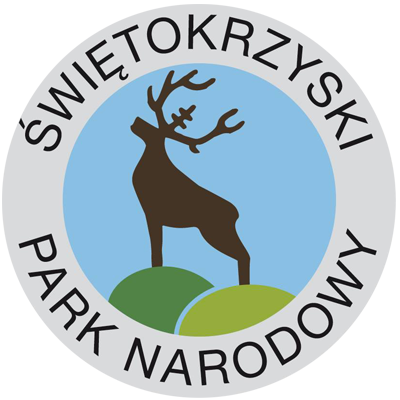
Logo des Parks

Der Świętokrzyski-Nationalpark [ɕfʲɛntɔ'kʃɨskʲi-] (Nationalpark Heiligkreuz) ist einer von 23 Nationalparks in Polen (Polen, Mitteleuropa). 
Der Nationalpark, der am 1. Mai 1950 auf 5909 ha Fläche gegründet wurde, liegt im Heiligkreuzgebirge (Góry Świętokrzyskie) in der Bergkette Łysogóry. Dort befindet es sich durchschnittlich 22 km (Luftlinie) östlich von Kielce zwischen den Städten Nowa Słupia und Święta Katarzyna.
Der Park besteht zu 95 % aus Nadel- und Mischwäldern. Einige Berghänge sind mit Geröllhalden „Gołoborze“ bedeckt. Ein etwa 16 km langer Wanderweg durchzieht den Park von West nach Ost.
Die höchste Erhebung des Heiligkreuz-Nationalparks ist der Łysiec.
Beim Kloster Święty Krzyż auf dem Berg Łysiec befindet sich das Museum des Nationalparks (geöffnet vom 1. April bis 31. Oktober).